# 自衛隊岩手地方協力本部
自衛隊岩手地方協力本部（じえいたいいわてちほうきょうりょくほんぶ、Iwate Provincial Cooperation Office）は、岩手県盛岡市内丸7-25盛岡合同庁舎内に所在する自衛隊地方協力本部のひとつである。陸・海・空自衛隊共同の機関だが、通常は陸上自衛隊の東北方面総監の指揮監督下に置かれている。管轄する地域における防衛省・自衛隊の総合窓口として岩手県管内で活動する。

## 沿革
陸上自衛隊岩手地方連絡部
- 1954年（昭和29年）7月5日：陸上自衛隊の機関として陸上自衛隊岩手地方連絡部が編成[1]。

自衛隊岩手地方連絡部
- 1956年（昭和31年）8月1日：自衛隊法施行令の一部改正により地方連絡部が陸海空自衛隊の共同機関となり、自衛隊岩手地方連絡部に改編[2]。

自衛隊岩手地方協力本部
- 2006年（平成18年）7月31日：自衛隊岩手地方協力本部に改編。

## 出先機関
- 盛岡募集案内所
- 北上地域事務所
- 二戸地域事務所
  - 久慈連絡所
- 宮古地域事務所
- 釜石地域事務所
- 一関出張所

## 主要幹部
| 官職名                   | 階級          | 氏名     | 補職発令日     | 前職                       |
| ------------------------ | ------------- | -------- | -------------- | -------------------------- |
| 自衛隊岩手地方協力本部長 | 1等陸佐（二） | 菅原達也 | 2023年12月22日 | 陸上自衛隊教育訓練研究本部 |

| 代 | 階級    | 氏名       | 在職期間                                                    | 出身校・期              | 前職                                         | 後職                                                |
| -- | ------- | ---------- | ----------------------------------------------------------- | ----------------------- | -------------------------------------------- | --------------------------------------------------- |
| 01 | 2等陸佐 | 高橋芳雄   | 1954年07月05日 - 1956年00月00日                             | 東京帝国大学 昭和13年卒 | 北部方面総監部厚生課長                       |                                                     |
| 02 | 2等陸佐 | 佐々木良次 | 1956年00月00日 - 1960年03月14日                             | 拓殖大学                | 陸上自衛隊施設補給処補給部長                 | 陸上自衛隊施設補給処総務部長                        |
| 03 | 2等海佐 | 安達正二郎 | 1960年03月15日 - 1961年12月15日                             | 海兵65期                | はるかぜ艦長 →1960年3月1日 佐世保補充部付    | 防衛大学校助教授                                    |
| 04 | 2等陸佐 | 佐々木良次 | 1961年12月16日 - 1965年05月09日 ※1964年01月01日 1等陸佐昇任 | 拓殖大学                | 陸上自衛隊東北地区補給処企画室長 （2等陸佐） | 自衛隊岩手地方連絡部付 →1965年7月1日 退職           |
| 05 | 2等陸佐 | 岩谷克美   | 1965年05月10日 - 1967年03月15日 ※1965年07月01日 1等陸佐昇任 | 陸士51期                | 統合幕僚学校学校教官 （2等陸佐）             | 東北方面総監部募集課長                              |
| 06 | 2等陸佐 | 水内慎一   | 1967年03月16日 - 1969年03月16日 ※1968年07月01日 1等陸佐昇任 | 陸士54期                | 第13師団司令部第1部長 （2等陸佐）            | 北部方面総監部第1部長                               |
| 07 | 1等陸佐 | 三浦三夫   | 1969年03月17日 - 1971年07月15日                             | 陸士52期                | 陸上自衛隊施設学校総務部長                   | 第1施設団副団長                                     |
| 08 | 2等陸佐 | 大上幹雄   | 1971年07月16日 - 1973年07月15日 ※1972年01月01日 1等陸佐昇任 | 陸士56期                | 青森駐とん地業務隊長 （2等陸佐）             | 東部方面総監部総務課勤務                            |
| 09 | 1等陸佐 | 千田主税   | 1973年07月16日 - 1975年07月15日                             | 盛岡農林専門 昭和23年卒 | 東北方面総監部募集課勤務                     | 青森駐とん地業務隊長                                |
| 10 | 1等陸佐 | 太田隆     | 1975年07月16日 - 1977年03月15日                             | 中央大学 昭和30年卒     | 陸上幕僚監部付                               | 第20普通科連隊長                                    |
| 11 | 事務官  | 高島美智雄 | 1977年03月16日 - 1978年06月30日                             | 中央大学 昭和31年卒     | 海上幕僚監部総務部人事課職員班長             | 防衛研修所総務課長                                  |
| 12 | 事務官  | 當間勇     | 1978年07月01日 - 1979年11月30日                             | 早稲田大専 昭和25年卒   | 陸上幕僚監部付                               | 防衛研修所総務課長                                  |
| 13 | 1等陸佐 | 長井甫史於 | 1979年12月01日 - 1982年03月15日                             | 防大2期                 | 陸上自衛隊幹部学校勤務                       | 陸上幕僚監部人事部募集課勤務                        |
| 14 | 1等陸佐 | 藤谷隆     | 1982年03月16日 - 1983年07月03日                             | 防大1期                 | 陸上自衛隊化学学校教育部長                   | 陸上自衛隊幹部学校学校教官                          |
| 15 | 事務官  | 坂野興     | 1983年07月04日 - 1985年08月14日                             | 東京大学 昭和43年卒     | 長官官房総務課能率管理室長                   | 長官官房付（防衛庁書記官）                          |
| 16 | 事務官  | 斉藤清史   | 1985年08月15日 - 1987年03月31日                             | 明治大学 昭和30年卒     | 防衛庁装備局武器需品課勤務                   | 調達実施本部調達管理第5課長                         |
| 17 | 事務官  | 高岡孝     | 1987年04月01日 - 1989年06月29日                             | 中央大学 昭和36年卒     | 防衛大学校総務部会計課長                     | 防衛医科大学校事務局総務部 総務課長                 |
| 18 | 1等陸佐 | 中村暁     | 1989年06月30日 - 1991年07月31日                             | 防大7期                 | 北部方面通信群長                             | 陸上幕僚監部装備部通信電子課長                      |
| 19 | 1等陸佐 | 宇都宮隆   | 1991年08月01日 - 1993年03月23日                             | 防大8期                 | 第8特科連隊長                                | 北熊本駐屯地業務隊長                                |
| 20 | 1等陸佐 | 笠井好秋   | 1993年03月24日 - 1994年07月31日                             | 防大9期                 | 陸上自衛隊幹部学校主任研究開発官             | 陸上自衛隊業務学校人事教育部長                      |
| 21 | 事務官  | 木坂愼一   | 1994年08月01日 - 1996年03月31日                             | 中央大学 昭和54年卒     | 防衛庁人事局人事第1課                        | 調達実施本部契約第4課長                             |
| 22 | 1等陸佐 | 市川菊代   | 1996年04月01日 - 1998年12月07日                             | 防大17期                | 陸上幕僚監部装備部施設課建設班長             | 陸上自衛隊幹部学校学校教官                          |
| 23 | 1等海佐 | 長谷川洋   | 1998年12月08日 - 2000年07月31日                             | 防大18期                | 第8護衛隊司令                                | 海上幕僚監部調査部付                                |
| 24 | 事務官  | 石尾慎一郎 | 2000年08月01日 - 2002年07月31日                             | 東京大学 昭和61年卒     | 防衛局国際企画課勤務                         | 防衛庁運用局運用課国際協力室長                      |
| 25 | 1等陸佐 | 今福正幸   | 2002年08月01日 - 2004年07月31日                             | 防大23期                | 陸上幕僚監部人事部募集課総括班長             | 陸上自衛隊補給統制本部需品部長                      |
| 26 | 事務官  | 豊嶋吾郎   | 2004年08月01日 - 2006年07月30日                             | 法政大学 昭和51年卒     | 防衛庁人事教育局厚生課給与室長               | 防衛庁経理装備局会計課会計管理官                    |
| 27 | 1等陸佐 | 渡邊金三   | 2006年07月31日 - 2008年07月31日                             | 防大26期                | 第7特科連隊長                                | 陸上自衛隊研究本部主任研究開発官                    |
| 28 | 事務官  | 浅野浩一   | 2008年08月01日 - 2010年07月31日                             | 駒澤大学 昭和55年卒     | 防衛省経理装備局監査課 会計監査室長          | 防衛省大臣官房広報課広報報道企画官                  |
| 29 | 1等陸佐 | 髙橋俊哉   | 2010年08月01日 - 2012年07月31日                             | 防大26期                | 第8特科連隊長                                | 防衛研究所主任研究官                                |
| 30 | 事務官  | 竹丸道雄   | 2012年08月01日 - 2014年07月31日                             | 国東高校 昭和52年卒     | 防衛省人事教育局厚生課共済企画室長           | 防衛大学校総務部総務課長                            |
| 31 | 1等陸佐 | 黒田弘人   | 2014年08月01日 - 2016年03月22日                             | 防大31期                | 陸上自衛隊富士学校企画室長                   | 陸上自衛隊幹部学校主任教官                          |
| 32 | 事務官  | 森伊知朗   | 2016年03月23日 - 2018年07月31日                             | 赤塚山高校・ 昭和57年卒 | 防衛研究所企画部総務課会計室長               | 防衛装備庁調達事業部 輸入調達官付有償援助調達室長   |
| 33 | 1等陸佐 | 西本浩史   | 2018年08月01日 - 2020年07月31日                             | 防大35期                | 統合幕僚監部総務部総務課 連絡調整業務室長    | 第2高射特科団副団長                                 |
| 34 | 1等陸佐 | 武本康博   | 2020年08月01日 - 2022年03月13日                             | 防大38期                | 第3普通科連隊長 兼 名寄駐屯地司令            | 陸上幕僚監部人事教育部 人事教育計画課予備自衛官室長 |
| 35 | 1等陸佐 | 佐藤慎二   | 2022年03月14日 - 2023年12月21日                             | 防大41期                | 宮古警備隊長 兼 宮古島駐屯地司令             | 北部方面総監部人事部長                              |
| 36 | 1等陸佐 | 菅原達也   | 2023年12月22日 -                                            | 防大41期                | 陸上自衛隊教育訓練研究本部                   |                                                     |